# DJ Qualls
Donald Joseph Qualls (Nashville, 12 juni 1978) is een Amerikaans acteur. Na een naamloze verschijning in zijn filmdebuut Senior Trip, brak hij door in zijn tweede filmrol als de verlegen en onervaren Kyle Edwards  in de komische roadmovie Road Trip. Qualls werd samen met de gehele cast van Hustle & Flow in 2006 genomineerd voor een Screen Actors Guild Award.
Qualls acteerde in een plaatselijk theater in zijn geboorteplaats, toen hij werd opgemerkt door fotograaf David La Chappelle en diens collega Steve Klein. Dit leidde tot opdrachten als model voor onder meer Calvin Klein en Prada. Toen hij auditie deed voor Road Trip kreeg hij daarin ondanks zijn onervarenheid voor de camera direct een hoofdrol.
Qualls keerde als enige van de originele cast terug in de opvolger van Road Trip, de direct-naar-dvd film Road Trip: Beer Pong.

## Filmografie
*Exclusief televisiefilms
| - Pawn Shop Chronicles (2013) - Small Apartments (2012) - Running Mates (2011) - Amigo (2010) - Circle of Eight (2009} - Last Day of Summer (2009) - All About Steve (2009) - Road Trip: Beer Pong (2009) - The Company Man (2008) - Familiar Strangers (2008) - Delta Farce (2007) - I'm Reed Fish (2006) | - Little Athens (2005) - Hustle & Flow (2005) - The Core (2003) - The New Guy (2002) - Lone Star State of Mind (2002) - Big Trouble (2002) - Comic Book Villains (2002) - Chasing Holden (2001) - Cherry Falls (2000) - Road Trip (2000) - Senior Trip (1995) |

## Series
*Exclusief eenmalige verschijningen
- The Man in the High Castle - Ed McCarthy (2015–...)
- Z Nation - Simon (2014–...)
- Legit - Billy Nugent (2013–2014, 26 afleveringen)
- Perception - Rudy Fleckner (2013-2014, vier afleveringen)
- Supernatural - Garth Fitzgerald IV (2011–2014, vier afleveringen)
- Memphis Beat - Davey Sutton (2010-2011, twintig afleveringen)
- My Name Is Earl - Ray Ray (2007, drie afleveringen)

- Biblioteca Nacional de España: XX1588591
- Gemeinsame Normdatei: 1017964440
- International Standard Name Identifier: 0000 0000 4036 3851
- Library of Congress Control Number: n2008006840
- Nationale Bibliotheek van Tsjechië: xx0176553
- Virtual International Authority File: 21608607
- WorldCat: E39PBJxWYHGHPQDJxRXv4vKKh3